# Waterfront Dance Club
Waterfront Dance Club è un singolo dei Funeral for a Friend, pubblicato il 14 luglio 2008 come primo estratto da Memory and Humanity, album successivamente uscito ad ottobre dello stesso anno. È anche il primo singolo distribuito dalla casa discografica della band, la Join Us Records. Assieme alla canzone, è stata inclusa nel disco anche Beneath the Burning Tree, anch'essa presente in Memory and Humanity. La tiratura del vinile è stata limitata a 2000 copie. La canzone era stata trasmessa in anteprima da BBC Radio 1 il 3 giugno. È poi stato lanciato un sito ufficiale per la canzone (www.waterfrontdanceclub.com), dove compilando i campi richiesti, è stato reso disponibile il download gratuito della canzone.
Una delle prime canzoni scritte per il nuovo album, Matt ne ha parlato così: "La perdita dell'innocenza e cosa comporta il dover accettare l'inevitabile; una canzone che parla di dipendenza, dipendenza verso la vita e paura di mollare".

## Critica
La critica ha generalmente apprezzato la canzone, soprattutto in paragone al precedente album Tales Don't Tell Themselves, in cui la band aveva usato uno stile più soft. Waterfront Dance Club si presenta con un sound più aggressivo e viene dato risalto alla transizione tra strofa e ritornello. Qualcuno ha evidenziato come la canzone non sia particolarmente originale e il fatto che la voce di Matt gratti un po', a differenza che in precedenza.
Da più parti è stato espresso dissenso invece verso Beneath the Burning Tree, giudicata troppo pop, poco ispirata e con una produzione che non aiuta a lasciare il segno.

## Video
Il video raffigura la band che suona la canzone in uno stanzone buio illuminato da alcuni faretti; all'inizio della seconda strofa -in corrispondenza con la frase people you know and people you don't ("gente che conosci e gente che non conosci")- vengono fatti entrare numerosi fan, che si posizionano all'esterno del cerchio dove si trova la band, per ballare insieme ed ascoltare la canzone. La semplicità del video è stata spiegata da Matt Davies dicendo che la band voleva fare qualcosa di basilare che permettesse la connessione tra gruppo e fan.

## Tracce
CD
1. Waterfront Dance Club – 4:21
2. Beneath the Burning Tree – 3:34

## Formazione
- Matthew Davies-Kreye - voce
- Kris Coombs-Roberts - chitarra
- Darran Smith - chitarra
- Ryan Richards - batteria
- Gareth Davies - basso